# Корнеенков, Александр Нестерович
Александр Нестерович Корнеенков (1907—1975) — советский хозяйственный деятель.

## Биография
Родился 1 (14 сентября) 1907 года в деревне Краснополье (ныне Могилёвская область, Беларусь). 
Окончил Свердловский металлургический институт. Член ВКП(б).
В 1934—1954 годы — мастер, старший инженер отдела технического контроля в электросталеплавильном, затем в мартеновском цехе, заместитель начальника ОТК завода, главный инженер Златоустовского металлургического завода.
В 1954—1957 годы — главный инженер Главспецстали.
В 1957—1960 годы — главный инженер Управления чёрной металлургии Челябинского совнархоза
В 1960—1975 годы — заместитель начальника отдела чёрной металлургии Госплана СССР.
Умер в 1975 году в Москве.

## Признание
- орден Ленина (1958)
- орден Трудового Красного Знамени (1945, 1971)
- орден Знак Почёта (1949)
- Сталинская премия второй степени (1952) — за коренное усовершенствование технологии термической обработки легированной стали